# PBX4
PBX4 (англ. PBX homeobox 4) – білок, який кодується однойменним геном, розташованим у людей на короткому плечі 19-ї хромосоми. Довжина поліпептидного ланцюга білка становить 374 амінокислот, а молекулярна маса — 40 854.
| 10         |  | 20         |  | 30         |  | 40         |  | 50         |
| ---------- |  | ---------- |  | ---------- |  | ---------- |  | ---------- |
| MAAPPRPAPS |  | PPAPRRLDTS |  | DVLQQIMAIT |  | DQSLDEAQAR |  | KHALNCHRMK |
| PALFSVLCEI |  | KEKTVVSIRG |  | IQDEDPPDAQ |  | LLRLDNMLLA |  | EGVCRPEKRG |
| RGGAVARAGT |  | ATPGGCPNDN |  | SIEHSDYRAK |  | LSQIRQIYHS |  | ELEKYEQACR |
| EFTTHVTNLL |  | QEQSRMRPVS |  | PKEIERMVGA |  | IHGKFSAIQM |  | QLKQSTCEAV |
| MTLRSRLLDA |  | RRKRRNFSKQ |  | ATEVLNEYFY |  | SHLNNPYPSE |  | EAKEELARKG |
| GLTISQVSNW |  | FGNKRIRYKK |  | NMGKFQEEAT |  | IYTGKTAVDT |  | TEVGVPGNHA |
| SCLSTPSSGS |  | SGPFPLPSAG |  | DAFLTLRTLA |  | SLQPPPGGGC |  | LQSQAQGSWQ |
| GATPQPATAS |  | PAGDPGSINS |  | STSN       |  |            |  |            |

A: Аланін

C: Цистеїн

D: Аспарагінова кислота

E: Глутамінова кислота

F: Фенілаланін

G: Гліцин

H: Гістидин

I: Ізолейцин

K: Лізин

L: Лейцин

M: Метіонін

N: Аспарагін

P: Пролін

Q: Глутамін

R: Аргінін

S: Серин

T: Треонін

V: Валін

W: Триптофан

Кодований геном білок за функцією належить до активаторів. 
Задіяний у таких біологічних процесах, як транскрипція, регуляція транскрипції. 
Білок має сайт для зв'язування з ДНК. 
Локалізований у ядрі.